# Skiflug-Weltmeisterschaft 2028
Die Skiflug-Weltmeisterschaft 2028 soll nach Angaben der FIS 2028 in Planica auf der Letalnica bratov Gorišek stattfinden. Bis 2027 soll entschieden werden ob erstmals auch Frauen an einer Skiflug-Weltmeisterschaft teilnehmen dürfen.